# Giáo hội Phật giáo Việt Nam Trên Thế Giới
Giáo hội Phật giáo Việt Nam Trên Thế Giới là một giáo hội Phật giáo của người Việt ở hải ngoại thành lập năm 1984 tại Montréal, Canada. Giáo hội này có nhiều thành viên là các cơ sở Phật giáo ở nhiều nước trên thế giới.

## Lịch sử
Năm 1979, các nhà sư, ni cô ở hải ngoại đã tập hợp về chùa Giác Hoàng ở Washington D.C., thành lập Giáo hội Phật giáo Tăng Già Việt Nam Trên Quốc tế. 
Năm 1984, đại hội tại chùa Liên Hoa, vùng Montreal, Quebec, Canada, giáo hội được đổi tên thành Giáo hội Phật giáo Việt Nam Trên Thế giới. Trong hai kỳ Đại hội trên, Hòa thượng Thích Tâm Châu được bầu vào ngôi vị Thượng Thủ, để lãnh đạo Giáo hội. Các thành viên của Giáo hội này là các cơ sở Phật giáo ở nhiều nước: Tổ đình Từ Quang, chùa Liên Hoa, chùa Từ Ân, chùa Di Đà, chùa Chân Quang,...ở  Canada; chùa Phật Quang, chùa Phật Đà ở Úc; chùa Giác Hoàng, chùa Phật Quang, chùa Pháp Quang, chùa Nam Quang, chùa Quan Âm, chùa Pháp Hoa,... ở Hoa Kỳ; chùa Hồng Hiên, chùa Từ Quang, chùa Quan Âm,... ở Pháp.
Tháng 8, năm 2021, Hòa Thượng Thích Chơn Thành được suy tôn làm Thượng Thủ của Giáo Hội Phật Giáo Việt Nam Trên Thế Giới.